# NGC 7160
NGC 7160 je mladá otevřená hvězdokupa v souhvězdí Cefea o hodnotě magnitudy 6,1. Od Země je vzdálená 2 590 světelných let. Objevil ji William Herschel 9. listopadu 1787.

## Pozorování

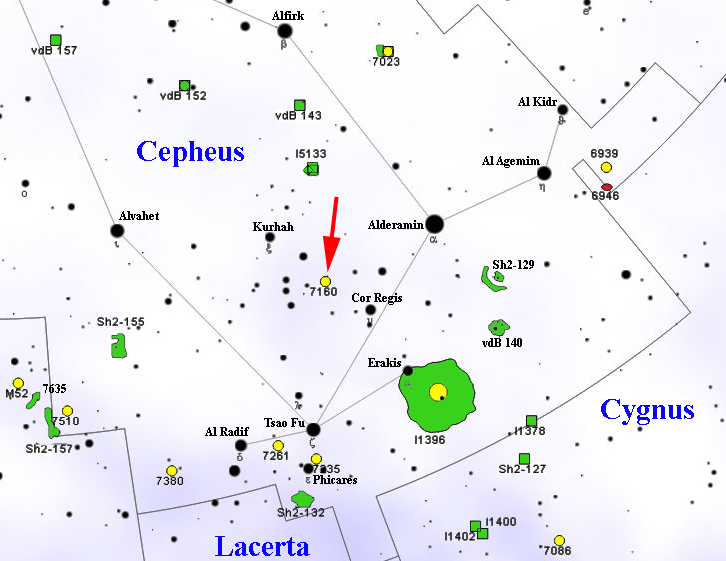
Poloha NGC 7160 v souhvězdí Cefea

Hvězdokupa leží 4° východně od hvězdy Alderamin (α Cephei), která má magnitudu 2,45. Tato oblast je bohatě poseta hvězdami a protkána mnoha mlhovinami. Hvězdokupa se dá vyhledat a částečně i rozložit triedrem 10×50. Výrazně z ní vystupuje zhuštěná pětice hvězd deváté magnitudy. Dalekohled o průměru 100 mm rozliší další hvězdy až do 11. magnitudy a pomocí ještě větších dalekohledů se dá rozeznat výrazně modrá barva nejjasnějších hvězd.
Hvězdokupa má výraznou severní deklinaci, což je velká výhoda pro pozorovatele na severní polokouli, kde je hvězdokupa cirkumpolární, a to až do nižších středních zeměpisných šířek. Naopak na jižní polokouli vychází pouze velmi nízko nad obzor a jižně od tropického pásu není viditelná vůbec. Nejvhodnější období pro její pozorování na večerní obloze je od června do listopadu.

## Historie pozorování
Tuto hvězdokupu a několik dalších v okolí objevil William Herschel 9. listopadu 1787 pomocí zrcadlového dalekohledu o průměru 18,7 palce (475 mm).
Jeho syn John Herschel ji pak přidal do svého katalogu General Catalogue of Nebulae and Clusters pod číslem 4719.

## Vlastnosti
NGC 7160 je velmi mladá hvězdokupa ležící v rameni Orionu, která je od Země vzdálená 2 590 světelných let. Hvězdokupa se nachází v oblasti zvláště bohaté na oblasti HII, ve kterých vzniklo velké množství OB asociací, jako je například Cepheus OB2.
Předpokládá se, že před přibližně 2 až 3 miliony lety jedna z nejhmotnějších hvězd v této hvězdokupě vybuchla jako supernova a vytvořila tak velkou bublinu nazývanou Cepheus Bubble. Tento výbuch může být považován za příčinu následně spuštěné tvorby hvězd, která vedla k vytvoření asociace Cepheus OB2 a zejména její podskupiny Cepheus OB2a, jak mohou potvrdit mnohé oblasti HII a zdroje infračerveného záření, které pravděpodobně obsahují mladé tvořící se hvězdy.
Stáří hvězdokupy se odhaduje na 10
až 19 milionů let a obsahuje tedy mnoho hvězd raných spektrálních tříd. Jejím nejjasnějším členem je HD 208392, což je podobr třídy B1 s magnitudou 7 a zároveň zákrytová dvojhvězda, jejíž magnituda kolísá v rozsahu 7,02 a 7,17 s periodou 0,8 dne. Mnozí další členové hvězdokupy jsou třídy B a A. Metalicita členů hvězdokupy se příliš neliší od Slunce a je typická pro otevřené hvězdokupy galaktického disku bohaté na kovy.